# Gustaf Klarén
Gustaf Vilhelm Klarén (Fritsla, 30 marzo 1906 – Borås, 27 settembre 1984) è stato un lottatore svedese, specializzato nella lotta libera.

## Palmarès
- Giochi olimpici

Los Angeles 1932: bronzo nei pesi leggeri.